# Tanaka Maszahiko
Masahiko Tanaka (田中 正彦), (Tokió, 1941. február 24.–), nyolcdanos sótókan karate nagymester négyszeres világbajnok, a (JKA) Kiokai főinstruktora.

## Élete
1974-ben és 1975-ben megnyerte a JKA-bajnokságot (a döntőben Yahara ellenfele volt), valamint 1975-ben az IAKF karate világbajnokságot. 
1977-ben volt a legidősebb, aki megnyerte a JKA kumite címet, és ugyanebben az évben megőrizte IAKF kumite világbajnoki címét. A Japán Karate Szövetség (JKA) Kiokai főinstruktora.
1990-2000 évben, budapesti nyári egyhetes edzőtáboron, amit Krepsz János, a Magyar Japán Karate Association (JKA) (Japan Karate Federation) Karateszövetség elnöke szervezett, élő legendák vezették, mint például Masahiko Tanaka 8 dános nagymester, négyszeres világbajnok, a Japán Karate Szövetség (JKA) Kiokai főinstruktora. 
Magyarországon többször járt, tartott edzőtábort a nyolcdanos mester. 
1973-ban lett okleveles JKA oktató.

## Eredményei
- 1962-71. Minden évben bejutott az Összjapán Karate Bajnokság Kumite negyeddöntőjébe.
- 1970. Tagja a Wuko I.VB-jén győztes kumite csapatnak.
- 1972. WUKO II.VB-je, Párizs
- 1973. A 16. Összjapán Karate Bajnokságon Kumite egyéni III. hely.
- 1973. A világbajnokságon kumite egyéni I. hely.
- 1974. A 17. Összjapán Karate Bajnokság Kumite egyéni I. hely.
- 1975. A 18. Összjapán Karate Bajnokság Kumite egyéni I. hely.
- 1975. Az IAKF I.VB-jén egyéni és csapat kumite I. hely.
- 1977. Az IAKF II.VB-jén egyéni és csapat kumite I. hely
- 1980. Az IAKF III. Brémában csapat Kumite I. hely. (szakmai vezető és a döntő küzdelemben az utolsó küzdő)
- 1981. Az Ázsiai versenyek összetett győztesének, a japán csapatnak a főnöke.
- 1983. Az IAKF IV.VB-jén a japán csapat szakmai vezetője.
- 1984. A Budapesti Világkupán a japán csapat szakmai vezetője.

## Könyvei
1998. Kumite – Tanaka Masahiko Kumite-je (Karate-Do) – Rózsavölgyi Gyöngyi fotó